# Lagney
Lagney ist eine französische Gemeinde mit 498 Einwohnern (Stand: 1. Januar 2022) im Département Meurthe-et-Moselle in der Region Grand Est (vor 2016 Lothringen). Sie gehört zum Arrondissement Toul und zum Kanton Le Nord-Toulois.

## Geografie
Lagney liegt etwa neun Kilometer nordnordwestlich von Nancy. Nachbargemeinden sind Sanzey im Nordwesten und Norden, Ménil-la-Tour im Norden und Nordosten, Bouvron im Osten, Lucey im Süden sowie Trondes im Südwesten und Westen.

## Bevölkerungsentwicklung
| Jahr                       | 1962 | 1968 | 1975 | 1982 | 1990 | 1999 | 2006 | 2019 |
| Einwohner                  | 283  | 272  | 299  | 346  | 418  | 413  | 460  | 498  |
| Quellen: Cassini und INSEE |      |      |      |      |      |      |      |      |

## Sehenswürdigkeiten
- Kirche Saint-Clément aus dem 19. Jahrhundert (Ausstattungsteile als Monuments historiques geschützt)

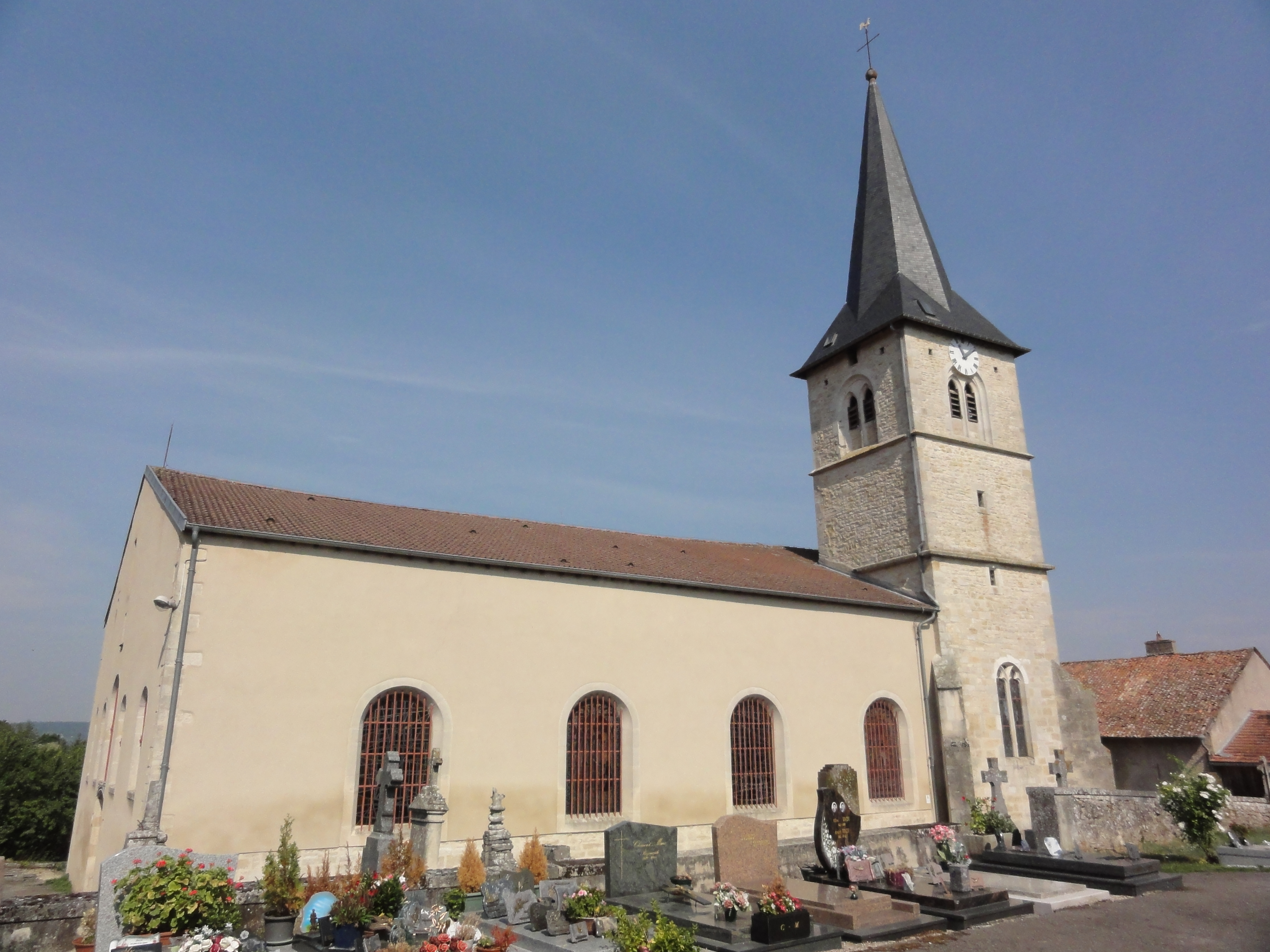
Kirche Saint-Clément